# Diacetyldioxim
Diacetyldioxim je organická chemická sloučenina o vzorci CH3C(NOH)C(NOH)CH3, která se svou strukturou řadí do skupiny látek, která se nazývá oximy. V analytické chemii se využívá jeho koordinačních vlastností, kdy vytváří např. s niklem či palladiem dosti stabilní komplexy.
Jako 1% roztok v ethanolu (Čugajevovo činidlo) se používá k vážkovému stanovení Ni2+.